# 胡惟中
胡惟中（1511年—？），字可久，江西瑞州府高安縣人，民籍，明朝政治人物。

## 生平
嘉靖十九年（1540年）庚子科江西鄉試第四十八名舉人。嘉靖二十三年（1544年）中式甲辰科會試第七十四名，登第三甲第一百二十四名進士。

## 家族
曾祖胡瑞，封給事中；祖父胡鎮，浙江布政使司參議；父胡嵩，援例冠帶。母傅氏。重庆下。弟胡惟立，貢士。